# Schloss Bettmaringen

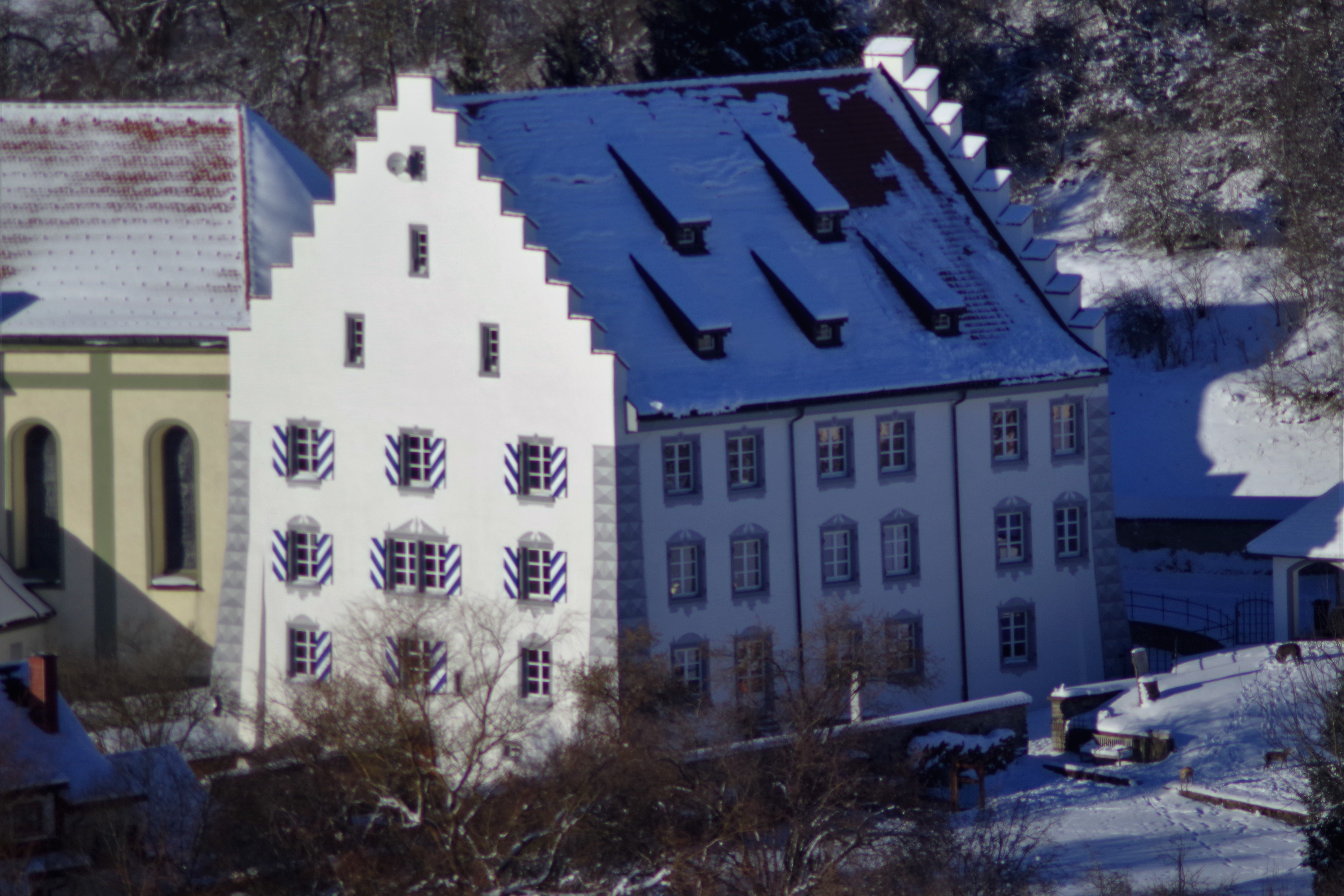
Schloss Bettmaringen

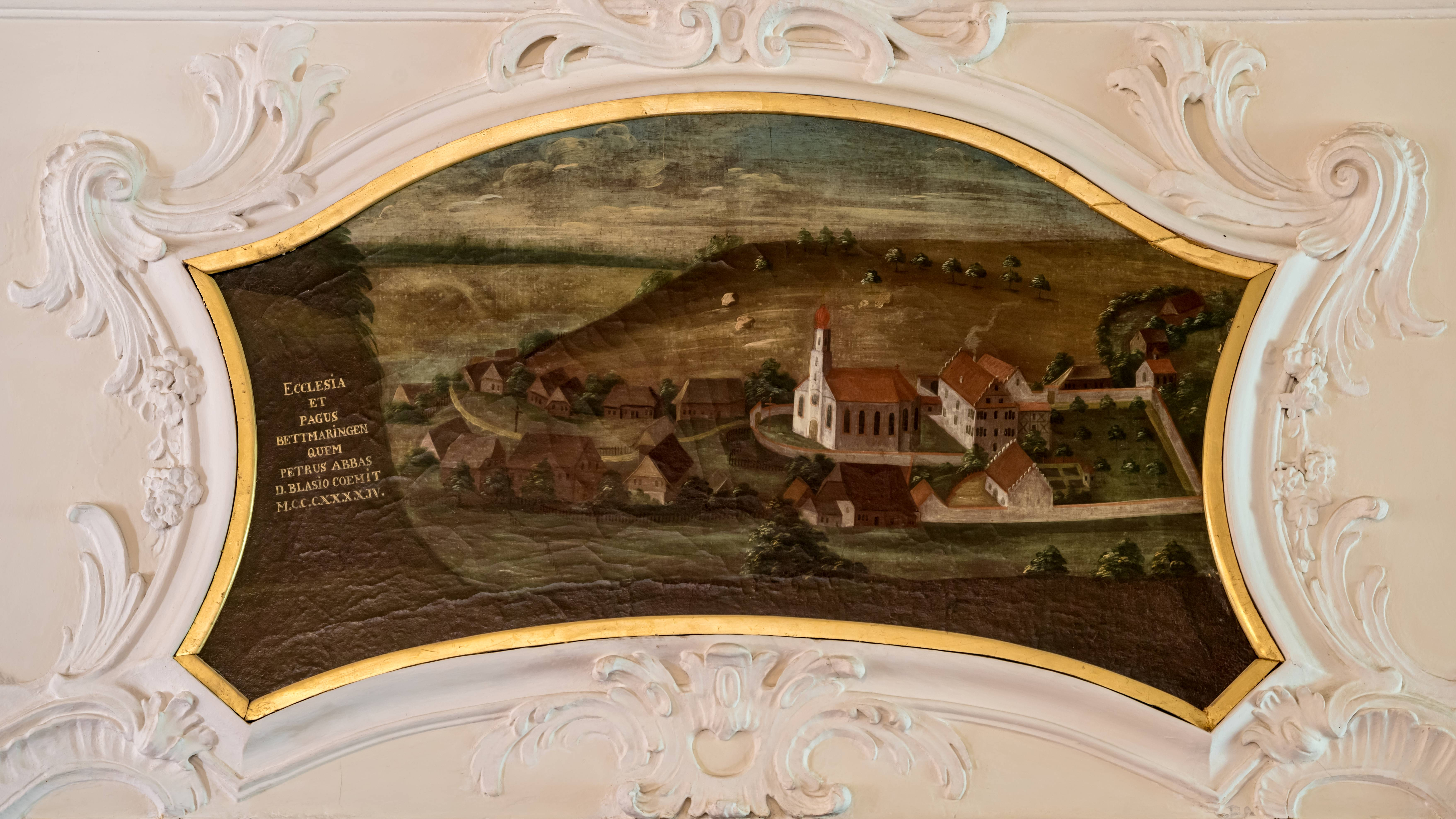
Supraporte im Schloss Bürgeln

Das Schloss Bettmaringen war Amtshaus und Landsitz des Klosters St. Blasien der Spätgotik in Bettmaringen im Landkreis Waldshut.
Das ehemalige St. Blasische Amtshaus, ein stattlicher spätgotischer Landsitz erbaut in der Regierungszeit (1541 bis 1571) des baufreudigen Abtes Caspar Molitoris, mit Wendeltreppenturm, Staffelzinnen, Wappen, Umfassungsmauer und Torwappen von Berthold Rottler war zeitweise Wohnung des Pfarrers, von 1803 bis 1806 war es unter dem Großpriorat des Malteserordens. Danach für kurze Zeit Württembergisch noch im selben Jahr Badisch, ab 1828 bewohnte ein Pfarrer das Amtshaus, so wurde es stets „Pfarrhaus“ benannt nicht zuletzt da die Kirche unmittelbar daneben steht (das eigentliche Pfarrhaus wurde nach Bränden öfters neu erbaut, letztlich aber 1736 abgebrochen). Das von 1979 bis 1980 umfassend an Fassade und Dach sanierte Amtsgebäude wird oft auch Schloss Bettmaringen genannt. Die Innenausstattung wurde im 18. Jahrhundert umgestaltet, doch das Obergeschoss mit den Barocken Prälatenräumen blieb rein erhalten: Appartement mit Alkovenanlage, ausgestattet um 1770 mit eingelegtem Boden und feinen Stuckaturen der späten Wessobrunner Schule. Das Gebäude wurde 2013 von der Erzdiözese Freiburg an Privat verkauft.